# Drank
Drank är en restprodukt vid framställning av brännvin och annan etanolframställning från jordbruksprodukter.
Dranken är det som blir kvar efter att etanolen har utvunnits ur mäsken och är en flytande vätska med en torrsubstanshalt (TS-halt) på 8-10 procent.
Drank har ett högt innehåll av proteiner och fett vilket gör den lämplig att använda som djurfoder till både idisslare och till grisar.
Näringsinnehållet är beroende av vilken råvara och vilken tillverkningsprocess som använts vid etanolframställningen.
Som djurfoder kan dranken antingen användas flytande eller torkas och pelleteras.
Drank har en smak som uppfattas som god av djuren vilket innebär att begränsningar av utfodringen kan behöva göras så att djuren inte blir för feta.
Företag som ska leverera drank som foderråvara måste vara registrerade som foderanläggningar hos Jordbruksverket.